# David Hazony
David Hazony (né en 1969 à Princeton) est un écrivain, traducteur et éditeur israélien né aux États-Unis.

## Biographie
Il a été l'éditeur fondateur de The Tower Magazine de 2013 à 2017 et est actuellement directeur exécutif du Fonds pour l'innovation en Israël.
David Hazony a écrit pour The New Republic, CNN.com, The Forward, Commentary, Moment, Jerusalem Post, Jewish Chronicle, New York Sun et Jewish Ideas Daily.